# Magirus-Deutz
Magirus-Deutz — німецький виробник вантажівок, автобусів, пожежної техніки і військових транспортних засобів, який входив в Klöckner-Humboldt-Deutz AG (KHD) і створений на основі ульмської пожежної фабрики Magirus. 
Типовою відмінністю для автомобілів цієї марки були дизельні двигуни з повітряним охолодженням. Після основних ринкових успіхів в 1950-х і 1960-х роках, Magirus-Deutz прийшов в 1970-ті роки в занепад, який призвів до включення виробника в Iveco Group. Бренд Magirus-Deutz існував до 1980-х років. Інколи Magirus-Deutz був другим за величиною німецьким виробником вантажних автомобілів, посів чільне становище в діапазоні повнопривідних будівельних машин і займав лідируючі позиції на ринку для пожежних машин в Німеччині і Європі. Сьогодні транспортні засоби Magirus-Deutz — особливо характерні Rund- і Eckhauber 1950-1960-х років — популярні колекційні предмети.

## Модельний ряд
Модельний ряд був представлений вантажівками у капотному і безкапотному виконанні

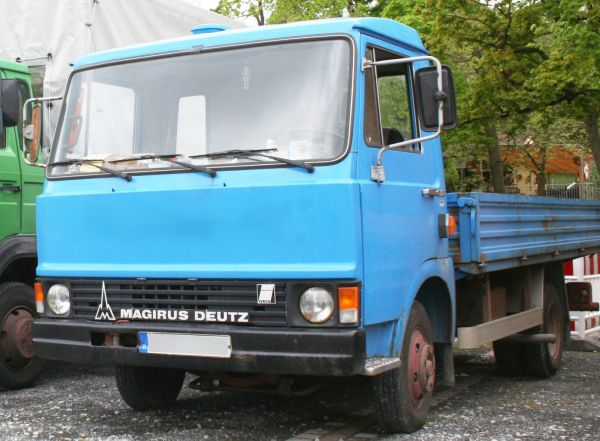
Magirus-Deutz 232D19
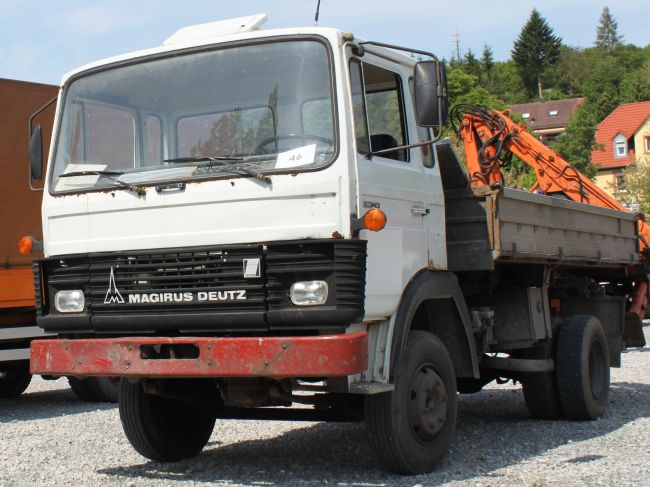
Magirus-Deutz 170D15
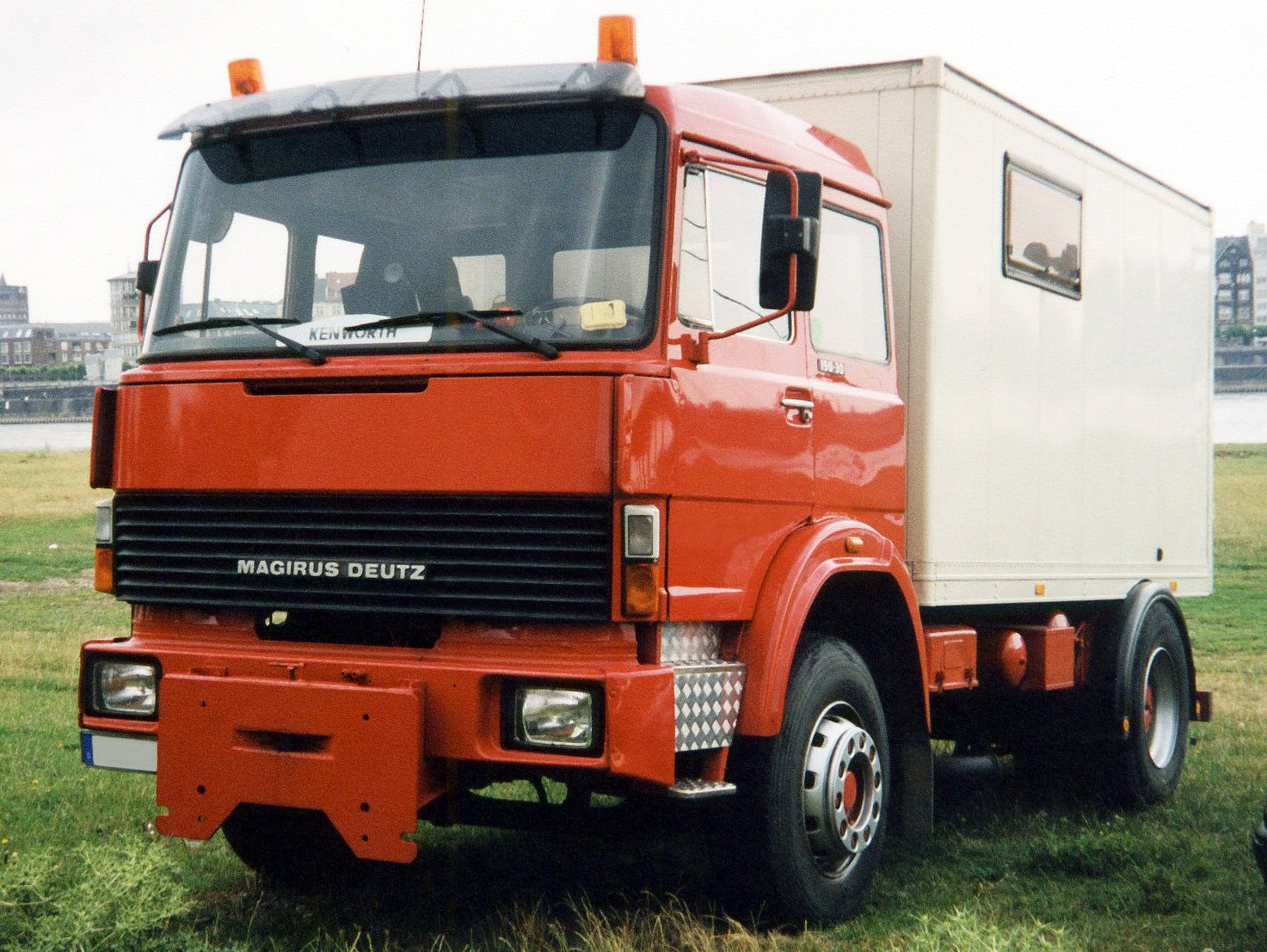
Magirus-Deutz 90M5,3
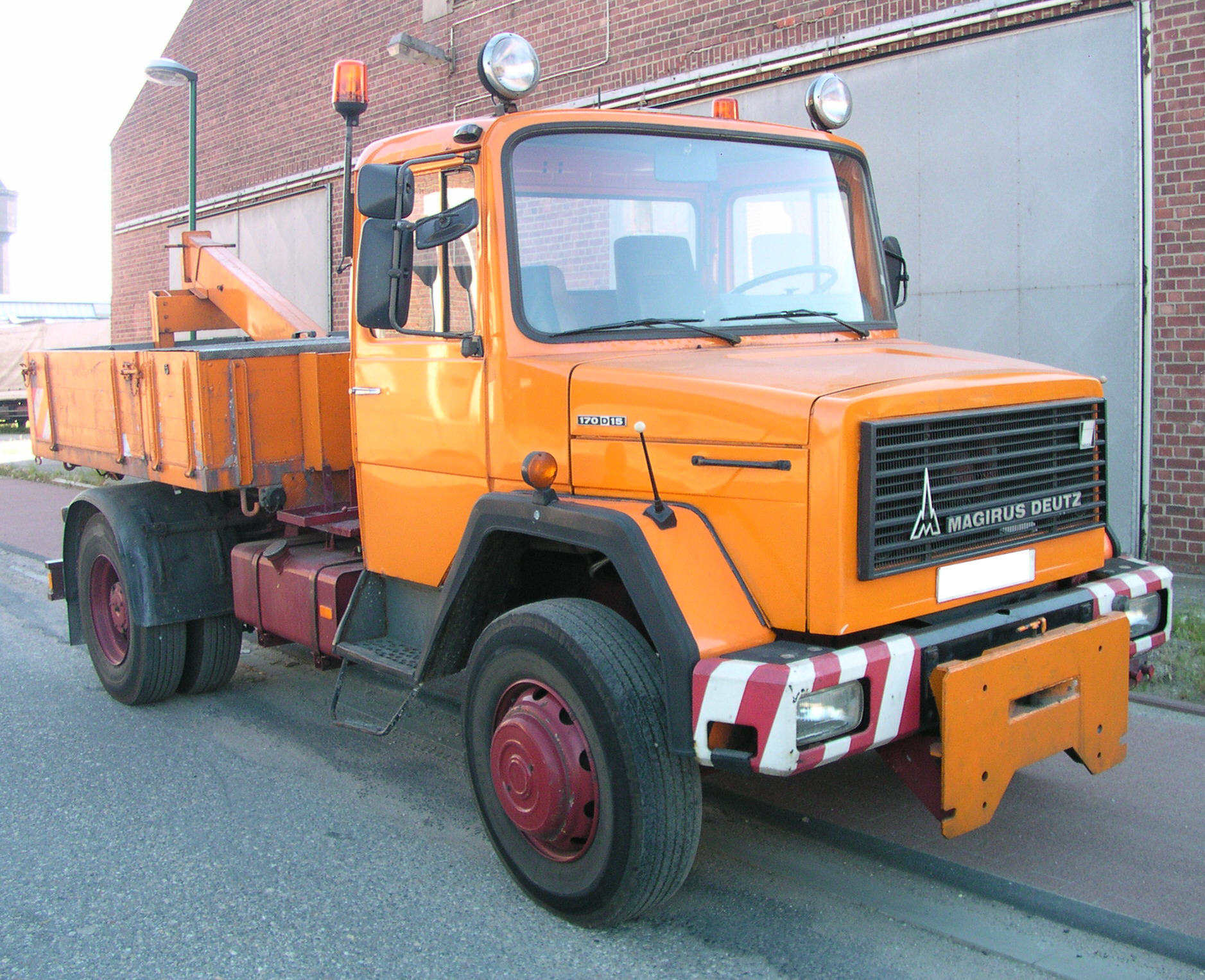
Magirus-Deutz 130M8FK
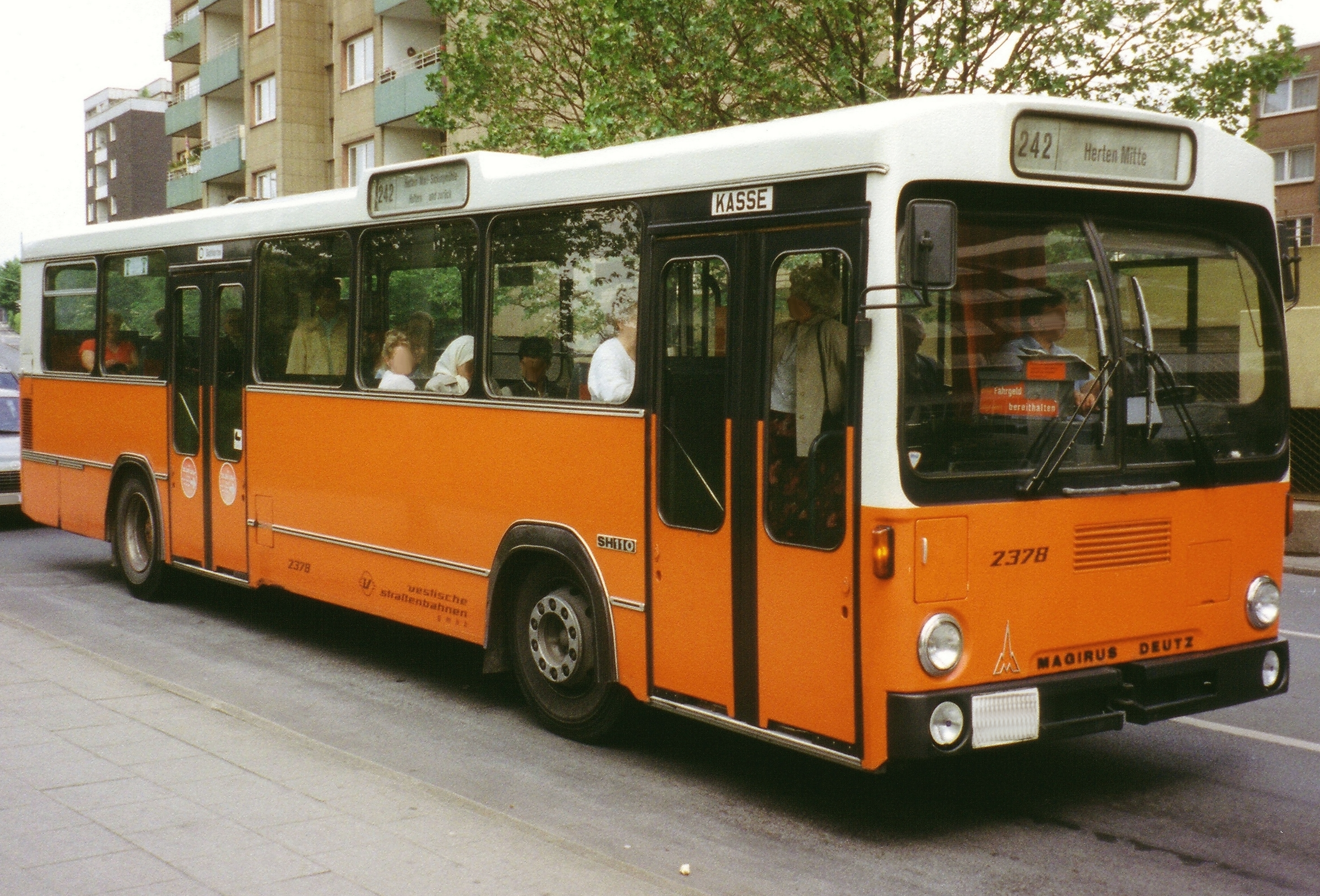
Magirus-Deutz 190-30

- Magirus-Deutz 90M5,3
- Magirus-Deutz 130M8FK
- Magirus-Deutz 190-30
- Magirus-Deutz 170D15
- Magirus-Deutz Bus Typ SH110